# ميخائيل س. ريا
ميخائيل س. ريا (بالإنجليزية: Michael C. Rea)‏ هو فيلسوف أمريكي، ولد في 1968.